# Gérard Noiriel
Gérard Noiriel, né le 11 juillet 1950 à Nancy, est un historien français.
Il est l'un des pionniers de l'histoire de l'immigration en France. Il s'est également intéressé à l'histoire de la classe ouvrière, ainsi qu’aux questions interdisciplinaires et épistémologiques en histoire. À ce titre, il a participé au développement des études socio-historiques et à la fondation de la revue Genèses. Il est directeur d’études à l'École des hautes études en sciences sociales (EHESS).

## Biographie

### Jeunesse et engagements politiques
Aîné d'une famille nombreuse, sa jeunesse est marquée à la fois par son ancrage dans un milieu populaire et par la violence d'un père alcoolique.
Il grandit dans un quartier de HLM à la périphérie de Mirecourt (Vosges) ; sa famille déménage à Molsheim, en Alsace, alors qu'il a six ans. Excellent élève, il découvre la réalité des discriminations sociales à la fin de l'école primaire lorsqu'il est orienté vers une filière courte (collège d'enseignement général), alors qu'il espérait aller au lycée comme ses proches camarades.
Il est nommé instituteur remplaçant dans un petit village des Vosges. Mais comme il a obtenu sa première année de DEUG, grâce à la formation à distance dispensée par le Centre national de télé-enseignement (CNTE), il décide de démissionner de l'éducation nationale pour pouvoir poursuivre des études supérieures à l'université de Nancy.
Il réintègre l'éducation nationale après avoir obtenu le CAPES (1974) et l'agrégation d'histoire (1975), qu'il a préparée avec l'aide et les encouragements de son professeur d'histoire médiévale Michel Parisse.
Il est ensuite nommé professeur d'histoire dans un collège de la banlieue de Longwy, au moment où éclate le puissant mouvement social qui embrasera toute la région contre la fermeture des usines sidérurgiques. Membre d'une cellule communiste locale, il anime, à la radio Lorraine Cœur d'Acier, lancée pendant le conflit par le journaliste communiste Marcel Trillat, une émission consacrée à l'histoire,.
Dans son premier livre Vivre et lutter à Longwy, écrit en collaboration avec Benaceur Azzaoui, ouvrier à Usinor-Longwy et militant de la CGT, il analyse le rôle contradictoire joué par le PCF dans cette lutte. Il met en cause un discours aux relents nationalistes et des pratiques qui confortent les discriminations dont sont victimes les travailleurs immigrés au sein de ce syndicat. Ce livre, très mal accueilli par les dirigeants communistes locaux, marque sa rupture d'avec le PCF. Même s'il n'en est pas exclu officiellement, il est mis à l'écart et ne reprend pas sa carte de membre. Sur le plan théorique, cette expérience l'amène à s'interroger sur le rôle de ceux qui parlent au nom de la classe ouvrière. Il prend alors ses distances avec le marxisme et commence des études de sociologie à l'université de Nancy. C'est à ce moment-là qu'il découvre l'œuvre de Pierre Bourdieu qui jouera un rôle décisif dans sa formation de socio-historien.

### Carrière
En 1982, il soutient, sous la direction de Madeleine Rebérioux, une thèse de doctorat sur Les ouvriers sidérurgistes et les mineurs de fer du bassin de Longwy-Villerupt (1919-1939). Cette thèse inaugure deux directions de recherche qu'il développera tout au long de sa carrière : l'histoire des classes populaires et l'histoire de l'immigration. En 1985, il est recruté dans l’enseignement supérieur sur un poste de professeur agrégé (PRAG) à l’École normale supérieure de la rue d’Ulm. Il devient l'assistant du sociologue Jean-Claude Chamboredon, pour assurer la coordination du diplôme d'études approfondies (DEA) de sciences sociales, une formation pluridisciplinaire coorganisée avec l’EHESS.
Au sein du laboratoire de sciences sociales de l'ENS, il dirige plusieurs recherches collectives, dont une partie des résultats paraît en 1997 aux Presses de l'École normale supérieure sous le titre Construction des nationalités et immigration dans la France contemporaine, ouvrage co-dirigé avec Eric Guichard.
Dans le même temps, il publie plusieurs livres aux éditions du Seuil qui approfondissent les perspectives amorcées dans sa thèse. Après Les Ouvriers dans la société française XIXe – XXe siècles, en 1986, paraît Le Creuset français. Histoire de l'immigration en France (1988). Cet ouvrage est présenté dans le Monde des Livres du 13 mai 1988, comme « le premier qui bouscule aussi subtilement les rêves paresseux sur nos "racines" et offre autant d'arguments fiables à une réflexion d'urgence sur leur enchevêtrement ».
Élu directeur d'études à l'EHESS en 1994, et membre associé de l’Institute for Advanced Study de Princeton, où il poursuit ses recherches au cours de l'année universitaire 1995-1996, il participe au développement de la socio-histoire, domaine de recherche qui conjugue les apports de l'histoire et de la sociologie. Il en présente les contours, les enjeux et les méthodes à partir d'exemples concrets dans un petit livre intitulé Introduction à la socio-histoire.
Au cours de cette période, il intervient également dans le vaste débat qui agite la communauté universitaire internationale sur la « crise de l'histoire », caractérisée par l’éclatement de la discipline, aussi bien du point de vue de ses sujets que de ses auteurs, mais aussi par la difficulté de l’histoire à innover et à se renouveler. Gérard Noiriel attribue cette crise au « loup philosophique […] entré dans la bergerie de l’Histoire ». Il propose ainsi une redéfinition « pragmatiste » de la discipline, selon laquelle la vérité dans les sciences doit se comprendre d’un point de vue social : est vrai ce qui est validé par les pairs comme tel. Il justifie cette approche par les thèses de Max Weber postulant qu’il existe une pluralité des points de vue dans les domaines des sciences et des savoirs et que les chercheurs n’ont pas besoin de l’épistémologie pour faire de l’Histoire.
Les interrogations esquissées dès ses premiers travaux sur le rôle des porte-parole dans la définition des problèmes politiques légitimes sont développées dans ses écrits consacrés aux intellectuels.
Il s'engage également dans de nombreux projets collectifs en tant que cofondateur de la revue Genèses. Sciences sociales et histoire et codirecteur (avec Michel Offerlé) de la collection « Socio-histoires » aux éditions Belin. Membre du Conseil scientifique de la MIRE (Mission Interministérielle Recherche-Expérimentation) de 1990 à 1997, il fonde le réseau international de recherches sur l'Histoire des Identités Nationales, du Racisme et des Migrations en Europe (HINARME) (1991-1996) et s'engage dans la défense du droit d'asile en tant que président du Comité d'Aide aux Intellectuels Réfugiés (CAIER) (1992-2000).
Dès la fin des années 1980, il développe également plusieurs projets visant à transmettre au grand public les résultats de ses recherches sur l'histoire de l'immigration. En 1988, à la suite de la parution du Creuset français, il participe aux côtés de Zaïr Kédadouche à la fondation de l’AMHI (la première association militant pour la création d'un Musée d'histoire de l'immigration).
Membre de son conseil scientifique, il en démissionne en mai 2007 avec 7 autres collègues pour protester contre la création par Nicolas Sarkozy d'un ministère associant la question de l'immigration et de l'identité nationale. Peu après sa démission, il fait paraître un essai, À quoi sert l'« identité nationale » (Agone, 2007) qui explique les raisons à la fois scientifique et civique de cette démission collective.
En février 2016, il est nommé membre du conseil scientifique de la Délégation interministérielle à la lutte contre le racisme et l'antisémitisme (DILCRA), présidé par Dominique Schnapper.
Parallèlement à sa carrière universitaire, il participe aussi à l'élaboration d'une série d'une quarantaine de documentaires historiques (« Racines »), diffusée sur FR3 en 1990-1991, et évoquant l'apport des immigrés à l'histoire de France,.
Après sa démission du conseil scientifique de la CNHI, il fonde l'association DAJA, un collectif réunissant des artistes, des chercheurs en sciences sociales et des militants associatifs pour développer des projets ayant pour but de transmettre des connaissances savantes dans des langages accessibles à un large public. C'est dans ce cadre qu'il découvre l'histoire de Rafael, connu comme le clown Chocolat, un esclave cubain devenu l'un des artistes les plus populaires de la Belle Époque. Après avoir écrit le texte des spectacles Chocolat, clown nègre, puis Chocolat Blues, produits par le collectif DAJA, il publie deux ouvrages sur cet artiste et participe à l'écriture du scénario tiré de ces livres, qui aboutira au film Chocolat réalisé par Roschdy Zem, avec Omar Sy dans le rôle titre.

## Travaux

### Conception de la recherche historique
Nourri des principes de l'histoire économique et sociale impulsée par les Annales, Gérard Noiriel s'en est progressivement détaché pour développer une démarche faisant le lien entre la sociologie et l'histoire. Il se désole que cette dernière soit enseignée comme « une histoire politique, Poincaré, Ferry, les relations internationales, etc. », alors que l'État n'est considéré par l'école des Annales que « comme une vague superstructure », sans prendre en compte son influence sur la vie quotidienne des Français.
Il reste très critique vis-à-vis du rôle que jouent les experts dans les médias, ainsi qu'envers l'instrumentalisation politique des faits historiques (il est notamment le premier président du Comité de vigilance face aux usages publics de l'histoire, qu'il a co-fondé).

### Histoire de l'immigration, questions nationales

#### Le Creuset français
Son ouvrage Le Creuset français, paru en 1988, constitue la toute première histoire générale de l'immigration en France,.
L'année suivant sa sortie en 1988, l'ouvrage a été critiqué par certains, en grande partie parce qu'il bousculait les usages académiques (et médiatiques) des conceptions de la nation et de l'immigration en France. Le fait de prendre l'immigration, encore à l'époque un « objet illégitime » pour la recherche historique (ce qui n'est plus le cas aujourd'hui, surtout grâce aux efforts de Noiriel et à ceux de ses élèves et collègues), obligeait à reconsidérer bien des présupposés de la pratique universitaire, et plus encore médiatique. Comme il l'indique dans l'introduction, il n'a pas coutume de faire de l'épistémologie abstraite mais part de la recherche empirique. C'est ce qu'il fait avec cet ouvrage, qui est donc aussi une réflexion sur les études historiques et de sciences sociales en général. Mais se distanciant de la polémique, c'est un appel à l'autonomie de la recherche et de la science :

« Ces deux manières de concevoir son rôle professionnel sont parfaitement légitimes [celle de l'historien dans sa "tour d'ivoire", et celle de l'historien engagé]. Pourtant, c'est une troisième voie que l'on a cherché ici : non pas refuser les apostrophes de l'actualité, mais revendiquer le droit d'y réfléchir autrement, le droit à l'autonomie de la recherche scientifique. »

Ce livre traite d'un sujet brûlant dans l'actualité (correspondant à la montée de l'idéologie nationaliste du Front national en France), ainsi qu'un sujet de clivages et de tensions dans la société française depuis la fin du XIXe siècle.
Le Creuset français s'ouvre, dans un chapitre intitulé « Non-lieu de mémoire », sur la constatation du silence historiographique concernant l'immigration en France, alors même que d'autres disciplines (le droit, notamment) s'étaient approprié cet objet d'étude sans pour autant le placer dans une perspective diachronique. Noiriel y souligne également une absence de représentation de l'immigration dans les lieux de mémoire. Pour expliquer le silence historiographique sur l'immigration, Noiriel met en cause les historiens qui ont considéré l'immigration comme un phénomène extérieur à la France, notamment Fernand Braudel et sa « vision holistique » de l'histoire de France.

#### Critiques
Le sociologue Manuel Boucher considère que Gérard Noiriel fait de la simplification socio-historique et entretient des confusions identitaires. Selon lui, comparer l’antisémitisme de Drumont au XIXe siècle avec le concept d'« islamophobie » instrumentalisé au XXIe siècle peut contribuer à produire des connaissances fausses par excès de simplification. Le politologue Vincent Tournier reproche à Noiriel de ne pas prendre en compte que « l’extrême-droite traditionnelle, marquée par l’antisémitisme, a été largement philo-arabe et philo-musulmane », et conclut que ce dernier se fourvoie « dans des analyses déconnectées et du passé, et de la réalité de notre temps ». Toutefois, dans Le venin dans la plume, l'ouvrage auquel est adossée la critique de Vincent Tournier, Gérard Noiriel précise par exemple : « Drumont aborde lui aussi cette question, mais pour défendre les Arabes ». En effet, Noiriel adopte une démarche d'analogie, autrement dit une égalité de rapport, ce qui signifie qu'il ne dit pas que Drumont et Zemmour ont exactement le même point de vue concernant le judaïsme et l'islam, mais qu'ils l'expriment de la même façon, selon la même « grammaire identitaire ».
L'ouvrage Race et sciences sociales a provoqué des polémiques encore plus violentes, amplifiées par les réseaux sociaux. Les deux auteurs (Stéphane Beaud et Gérard Noiriel) ont été accusés de rejoindre le camp des réactionnaires et de nier la réalité du racisme dans la France d'aujourd'hui,.
Pour le politologue Philippe Marlière, les sociologues Éléonore Lépinard et Sarah Mazouz, l'apport de l'intersectionnalité consiste à multiplier les perspectives pour « éviter de catégoriser les groupes selon un seul axe identitaire,,. » Ces polémiques s’étaient déjà nouées en 2018 à l’occasion de la publication d’un billet de blog, qui avait entraîné une réplique sous la forme d’un numéro spécial de la revue en ligne Mouvements. Les réponses de Gérard Noiriel s’articulent autour de la revendication d’une éthique de la discussion scientifique et prônent la stricte séparation entre la science historique, l’expertise et la politique.

## Publications
- Vivre et lutter à Longwy (avec Benaceur Azzaoui), Paris, Éditions Maspero, coll. « Débats Communistes », 1980  (ISBN 2-7071-1145-7)
- Longwy, Immigrés et prolétaires (1880-1980), Paris, Presses universitaires de France, coll. « Pratiques Théoriques », 1984
- Les Ouvriers dans la société française (XIXe – XXe siècle), Paris, Seuil, coll. « Points », 1986  (ISBN 2-02-009309-X)
- Le Creuset français. Histoire de l'immigration (XIXe – XXe siècle), Paris, Seuil, coll. « L'Univers Historique », 1988 ; réédité en coll. « Points-histoire », Paris, Seuil, 1992  (ISBN 2-02-085954-8)
- La Tyrannie du national. Le droit d'asile en Europe (1793-1993), Paris, Calmann-Lévy, 1991 ; réédité en collection de poche sous le titre Réfugiés et sans papiers. La République et le droit d'asile, XIXe – XXe siècle, Paris, Hachette, coll. « Pluriel », 1998  (ISBN 2-01-278914-5)
- Population, immigration et identité nationale en France (XIXe – XXe siècle), Paris, Hachette, coll. « Carré-Histoire », 1992  (ISBN 2-01-016677-9)
- Immigrants in Two Democracies. French and American Experience (ouvrage collectif dirigé en collaboration avec Donald L. Horowitz), New York University Press, 1992  (ISBN 0-8147-3479-0)
- Sur la « crise de l'histoire », Paris, Belin, coll. « Socio-Histoires », 1996  (ISBN 2-7011-1799-2) ; réédité en « Folio-Histoire », Paris, Gallimard, 2005  (ISBN 2-07-030671-2)
- Construction des nationalités et immigration dans la France contemporaine (ouvrage collectif dirigé avec Éric Guichard), Paris, Presses de l'École normale supérieure, 1997  (ISBN 2-7288-0234-3)
- Qu'est-ce que l'histoire contemporaine ?, Paris, Hachette, coll. « Carré-Histoire », 1998  (ISBN 2-01-145072-1)
- Les Origines républicaines de Vichy, Paris, Hachette, 1999  (ISBN 2-01-235442-4) (présentation en ligne)
- État, nation et immigration. Vers une histoire du pouvoir, Paris, Belin, coll. « Socio-Histoires », 2001  (ISBN 2-7011-2759-9) ; réédité en coll. « Folio-Histoire », Paris, Gallimard, 2005  (ISBN 2-07-030670-4)
- Atlas de l’immigration en France, Paris, Autrement, coll. « Atlas-mémoires », 2002  (ISBN 2-7467-0273-8)
- Penser avec, penser contre. Itinéraire d'un historien, Paris, Belin, coll. « Socio-Histoires », 2003  (ISBN 2-7011-3347-5) ; édition revue et augmentée publiée en 2014, dans la coll. « Histoire », Paris, Belin  (ISBN 978-2-7011-7777-9)
- Gens d’ici venus d’ailleurs. La France de l’immigration de 1900 à nos jours, Paris, Éditions du Chêne, 2004  (ISBN 2-84277-520-1)
- Les Fils maudits de la République. L’avenir des intellectuels en France, Paris, Fayard, coll. « Histoire de la pensée », 2005  (ISBN 2-213-61064-9) [lire en ligne] ; édition revue et actualisée publiée en 2010 chez les Éditions Agone, coll. « Éléments », sous le titre Dire la vérité au pouvoir : les intellectuels en question  (ISBN 978-2-7489-0124-5)
- Introduction à la socio-histoire, Paris, La Découverte, coll. « Repères », 2006  (ISBN 2-7071-4723-0)
- Immigration, antisémitisme et racisme en France (XIXe – XXe siècle) : Discours publics, humiliations privées, Paris, Fayard, 2007  (ISBN 978-2-213-63001-4)
- À quoi sert l'identité nationale, Agone, coll. « Passé & présent », 2007  (ISBN 978-2-7489-0080-4)
- L'Identification. Genèse d'un travail d'État, Paris, Belin, coll. « Socio-histoires », 2007  (ISBN 978-2-7011-4687-4)
- Introduction à la socio-histoire, Paris, La Découverte, coll. « Repères », 128 p., 2008  (ISBN 9782707147233), [lire en ligne]
- Histoire, théâtre et politique, Agone, coll. « Contre-feux », 2009  (ISBN 978-2-7489-0103-0)
- Le Massacre des Italiens - Aigues-Mortes, 17 août 1893, Paris, Fayard, 2010  (ISBN 978-2-213-63685-6) ; réédité en 2018 aux éditions Pluriel  (ISBN 978-2-8185-0570-0)
- Chocolat clown nègre. L'Histoire oubliée du premier artiste noir de la scène française, Paris, Bayard, 2012, 300 p.  (ISBN 978-2-227-48271-5)[42]
- Il n'y a pas de « question blanche »…, entretien de Gérard Noiriel avec Thierry Leclère (pages 34 à 38) dans De quelle couleur sont les blancs ? - Des « petits Blancs » des colonies au « racisme anti-Blancs », sous la direction de Sylvie Laurent et Thierry Leclère, La Découverte, coll. « Cahiers libres », 300 p., 2013.
- Qu'est-ce qu'une Nation?, Paris, Bayard, 105 p., 2015  (ISBN 978-2227488274)
- Chocolat. La véritable histoire d’un homme sans nom, Paris, Bayard, 600 p., 2016  (ISBN 978-2-227-48617-1)
- Les Historiens face à l’identité nationale, entretien avec Gérard Noiriel (pages 267 à 270), propos recueillis par Régis Meyran dans Identité(s) - L'individu, le groupe, la société, sous la direction de Catherine Halpern, Éditions Sciences Humaines, 352 p., 2016
- Une histoire populaire de la France, Marseille, Agone, coll. « Mémoires sociales », 2018  (ISBN 978-2-7489-0301-0)
- Le Venin dans la plume. Édouard Drumont, Éric Zemmour et la part sombre de la République, Paris, La Découverte, coll. « L’envers des faits », 2019  (ISBN 978-2-348-04572-1)
- Les Gilets jaunes à la lumière de l'histoire, Éditions de l'Aube/Le Monde, coll. « Le monde des idées », 130 p., 2019  (ISBN 978-2-8159-3319-3)
- Race et sciences sociales, avec Stéphane Beaud, Agone, 448 p., coll. « Épreuves sociales », 2021  (ISBN 978-2-7489-0450-5)

Gérard Noiriel a en outre publié plus de 120 articles dans des revues scientifiques historiques ou sociales, en France ou à l'étranger. Ses livres ont été traduits dans une dizaine de langues étrangères.

## Prix
- Prix Augustin-Thierry 2010[43]
- Prix Eugène-Colas 2019[44].
- Prix de l'Union rationaliste 2020[45]

## Titre honorifique
- Docteur honoris causa de l'université Saint-Louis, à Bruxelles, en 2021[46].

### Entretiens avec G. Noiriel
- « Ouvrir à tous la connaissance savante », entretien paru dans L'Humanité du 21 janvier 2004 (conservé sur l'Internet Archive dans son état du 29 septembre 2007)
- « L’histoire est un sport de combat », entretien dans la revue Vacarme no 32, été 2005
- « Parler d’autres langages que celui de la science », entretien paru dans La vie des idées le 8 janvier 2008
- Thierry Leclère, « L’histoire ne dit pas le bien ou le mal », XXI, numéro 5, janvier 2009
- « Chocolat, clown nègre, l'histoire oubliée du premier artiste noir de la scène française », 2012
- « L'histoire populaire de Gérard Noiriel », entretien avec Julien Théry dans La grande H., l'émission d'histoire du Média, 2 octobre 2018.
- « De Drumont à Zemmour : le venin du racisme », entretien avec Julien Théry dans On s'autorise à penser, émission du Média, 30 septembre 2019